# Смужник великий
Сму́жник великий (Ptiloprora perstriata) — вид горобцеподібних птахів родини медолюбових (Meliphagidae). Ендемік Нової Гвінеї.

## Поширення і екологія
Великі смужники живуть у гірських тропічних лісах Центрального хребта Нової Гвінеї на висоті від 1300 до 3750 м над рівнем моря.